# Colin Gubbins
El mayor general Sir Colin McVean Gubbins (2 de julio de 1896 - 11 de febrero de 1976) fue el principal impulsor de la Dirección de Operaciones Especiales (SOE) en la Segunda Guerra Mundial.
Gubbins también fue responsable de establecer las Unidades Auxiliares secretas, una fuerza de comando basada en la Guardia Nacional, para operar en los flancos y la retaguardia de las líneas alemanas si el Reino Unido fuera invadido durante la Operación León Marino, la invasión planeada por Alemania.